# Забелинская волость
Забелинская во́лость — волость в составе Великоустюжского уезда Северо-Двинской губернии РСФСР (в 1918—1924 годах), Вологодской губернии (1797—1918). Волостной центр — Забелинское (Забелинская).
В настоящее время территория волости относится к Котласскому и Красноборскому районам Архангельской области России.

## Состав волости
На 1893 год входила в II стан Вологодской губернии.
По данным на 1913 год входили 116 населённых пунктов
- Авдеевская
- Аверкиево
- Агапитова
- Андриянова (ныне — Андрияново)
- Артемиха
- Артюковская
- Басиха
- Баулина Кулига
- Белавинская
- Бердникова
- Бехтериха
- Большая Санница
- Большой Березник
- Бродищенская
- Бутовская
- Верхний Наволок
- Володиха
- Горка (ныне — Горки)
- Голышкина
- Гришкина
- Гусева
- Дерягина
- Дерягинская
- Домачатиха
- Ескинская
- Ефимовский Починок
- Ефремовская
- Забелинское (Забелинская) — волостной центр
- Заберезник
- Загуменье
- Заполье
- Захарьино
- Ивановска /Ивановская
- Канза
- Кекур
- Кичилиха
- Климушевский Починок
- Козьминская
- Колязина
- Конанова
- Кондратовская
- Костинская
- Котомиха
- Кузнецова (Мысок) (ныне — Кузнецово)
- Кузьминское Займище
- Кунчаевская
- Левкова
- Лежакина
- Малая Санница
- Малое Павловское
- Малый Сухой Бор
- Марьина
- Мелкий Ложок
- Митрюковская
- Михалиха
- Михалиха (Нечаиха)
- Мишковская
- Мокрая Гора
- Мокрая Гора (Иванцово)
- Молодиловская (1-я, 2-я)
- Монастырская
- Мошкурье
- Мухинская
- Мякишева Слободка
- Наговицынская
- Нижний Наволок
- Никитинская (Еремиха)
- Новая Роспашь
- Новая Роспашь (Паровая)
- Оброчная Глинка
- Окуловская
- Ососо-Шелома (1-я, 2-я)
- Осташевский (починок)
- Относный Двор
- Павловская
- Пары
- Петровская
- Петровская (Другая, Отставная)
- Печерина
- Пещанка
- Подберезничья
- Полутовский (починок)
- Починок
- Пощуловская
- Пуляевская
- Сабакинская Кулига
- Савина
- Свинобойница
- Семушинская
- Слободка
- Соловьиха
- Степанидова
- Степановская
- Сухарева
- Суховская
- Сухой Бор
- Тарасовская
- Телеговский (починок)
- Титовская
- Тюляфтинская
- Уртамож
- Усова
- Усть-Канза
- Фаустова
- Фаустово
- Федоровская Княщина
- Федотовская
- Федюшинская Княщина
- Филинская
- Филипцова
- Харитонова
- Холман
- Чебушина
- Чуприха
- Шишкинская
- Яловецкая Княщина